# Espórades (Grécia)

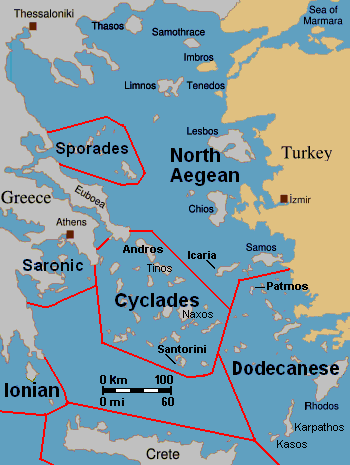
Espórades localizadas ao noroeste. Estão representadas como Sporades, em sua forma em inglês.

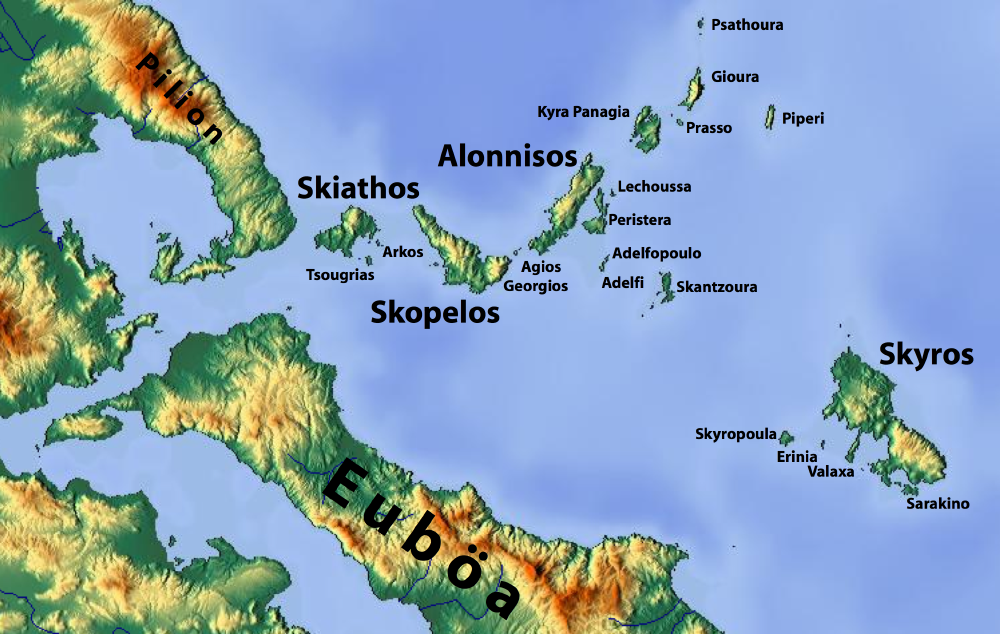
Mapa topográfico das Espórades

Espórades (do Norte) (em grego: Βόρειες Σποράδες; sendo que o termo "Espórades", ou Σποράδες, vem do adjetivo grego "sporas", no genitivo, "sporados", que significa "espalhado", "disseminado") é um arquipélago ao longo da costa leste da Grécia, nordeste da ilha de Eubeia, no Mar Egeu. Consiste em vinte e quatro ilhas, entre as quais quatro são habitadas: Alónissos, Esquíato, Escópelo e Esquiro.

## Administração
As Espórades formam, em sua maioria, uma das unidades regionais da Grécia, localizada na região da Tessália. Foi criada a partir da reforma administrativa instituída pelo Plano Calícrates de 2011, através da divisão da antiga prefeitura de Magnésia. É subdividida em 3 municípios, sendo eles:
- Escíatos
- Alónissos
- Escópelos

A ilha de Esquiro, assim como alguns ilhéus desabitados na área como Erinia, pertencem administrativamente à unidade regional de Eubeia, na região da Grécia Central.